# 細齒龍占麗魚
細齒龍占麗魚為輻鰭魚綱鱸形目隆頭魚亞目慈鯛科的其中一種，被IUCN列為瀕危保育類動物，分布於非洲馬拉威湖中部及南部流域，棲息深度18-22公尺，體長可達11.5公分，棲息在底層水域，以矽藻為食，生活習性不明，可作為觀賞魚。

## 擴展閱讀
維基物種上的相關：細齒龍占麗魚